# Enmienda (derecho)
Se denomina enmienda, en derecho, a una propuesta de modificación de documentos, especialmente en los artículos , textos de leyes y proyectos de ley. Asimismo, también se denominan enmiendas a ciertas reformas constitucionales, como por ejemplo las enmiendas a la Constitución de los Estados Unidos o a ciertas modificaciones de tratados internacionales.
Las enmiendas pueden ser o no aprobadas, para lo cual deberán ser tramitadas a través de un procedimiento similar al de la norma que pretenden enmendar, o bien en el marco del procedimiento de aprobación de la norma cuando se trata todavía de un proyecto. Dentro del procedimiento, que será específico en función del país y de la norma, puede haber especialidades tanto en lo referente al modo de aprobar las enmiendas como en lo relativo a la forma y contenido que éstas pueden adoptar.
Una enmienda aprobada modifica el texto que pretendía enmendar. Si el texto enmendado tenía un determinado rango normativo, en ese caso el nuevo texto introducido o modificado por la enmienda tendrá el mismo rango que el texto anterior. En el caso de que el texto enmendado fuese un proyecto de ley o reglamento, la aprobación de la enmienda implicará la modificación del proyecto, pero su obligatoriedad estará todavía condicionada a la aprobación final del proyecto en su conjunto como nueva norma jurídica.